# Frédéric Jay
Frédéric Jay (Mâcon, 20 september 1976) is een Frans voormalig voetballer die hoofdzakelijk als verdediger speelde. Hij stroomde door vanuit de jeugdopleiding van Auxerre.
Naast zijn clubcarrière speelde Jay voor Frankrijk -16, -17 en -18.

## Carrière
- 1989-januari 2003:  Auxerre
- januari 2003-2003:  Rennes
- 2003-2005:  Grenoble
- 2005-2006: zonder club
- 2006- 2010:  RAEC Mons